# Vol Nigeria Airways 2120
Le 11 juillet 1991, le Douglas DC-8 assurant le vol Nigeria Airways 2120, un vol charter assuré par la compagnie canadienne Nationair, pour le compte de Nigeria Airways, entre Djeddah, en Arabie saoudite et Sokoto, au Nigeria, s'est écrasé à la suite d'un incendie survenue peu après son décollage, ne laissant aucun survivant parmi les 247 passagers et 14 membres d'équipage présents à bord.
Il s'agit du deuxième accident aérien le plus meurtrier survenu sur le sol saoudien, après celui du vol Saudia 163, survenu 11 ans plus tôt. C'est également la pire catastrophe aérienne impliquant un appareil d'une compagnie canadienne, ainsi que la plus meurtrière impliquant un DC-8.

## Avion et équipage

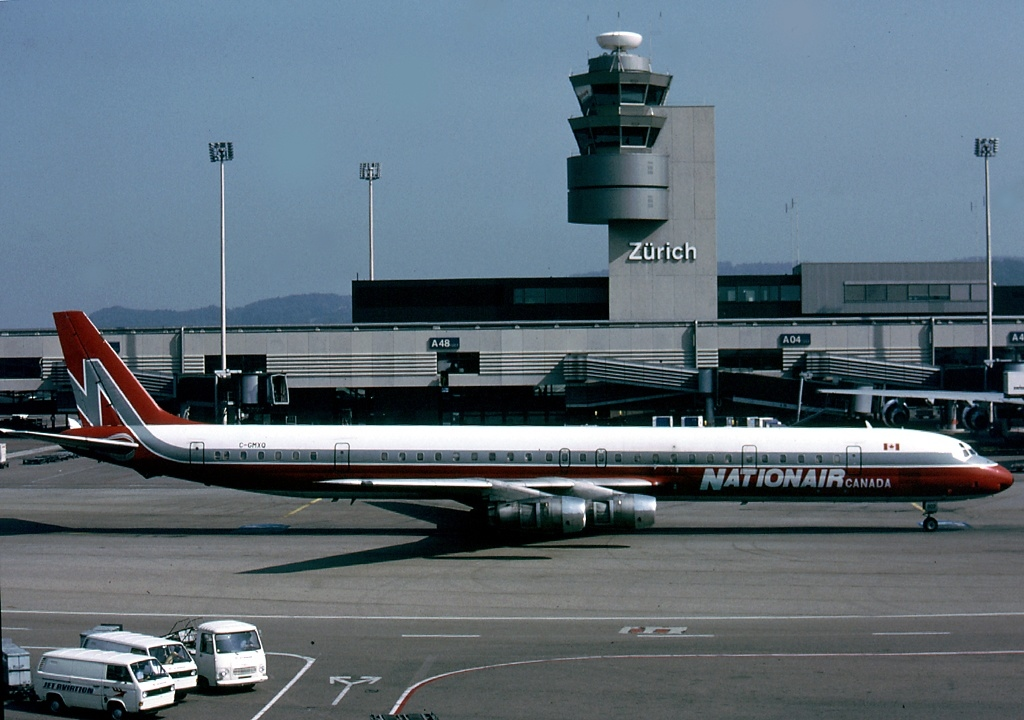
L'appareil impliqué dans l'accident, dans une livrée précédente, ici à l'aéroport international de Zurich en juin 1988.

L'appareil impliqué était un Douglas DC-8-61, immatriculé C-GMXQ (numéro de série 45982/345), appartenant à la compagnie canadienne Nolisair, habituellement exploitée par Nationair. Il a été fabriqué en 1968 et totalise 49 318 heures de vol et 30 173 cycles (décollages/atterrissage) au moment de l'accident. 
Au moment de l'accident, il était loué avec son équipage à Nigeria Airways, qui à son tour l'a sous-loué à Holdtrade Services pour transporter des pèlerins nigérians à destination et en provenance de La Mecque.
William Allan, le commandant de bord âgé de 47 ans, ancien pilote de l'Aviation royale canadienne, totalisait 10 700 heures de vol, dont 1 000 heures sur DC-8. Kent Davidge, le copilote âgé de 36 ans, totalisait 8 000 heures de vol, dont 550 heures sur DC-8, et était le pilote aux commandes. Victor Fehr, le mécanicien navigant âgé de 46 ans, totalisait 7 500 heures de vol, dont 1 000 heures sur DC-8.

## Déroulement des faits
Vers 8 h 29 le matin, le vol 2120 a décollé de la piste 34L de l'aéroport international Roi-Abdelaziz, à Djeddah, à destination de l'aéroport international Sultan Aboubakar III de Sokoto, mais plusieurs problèmes ont été signalés peu de temps après le décollage. À l'insu de l'équipage, l'avion avait pris feu pendant le décollage, et bien que l'incendie ne soit pas évident, puisqu'il s'est déclaré dans une zone non équipé d'un système d'alerte d'incendie, cela a eu de nombreux effets sur le vol.
Le système de pressurisation a rapidement cessé de fonctionner et l'équipage a reçu de nombreux avertissements différents, causés par des pannes de circuits liées à l'incendie. En réponse à la perte de pressurisation, le commandant Allan a décidé de rester à 2 000 pieds (610 m), mais le vol a été autorisé à monter à 3 000 pieds (910 m), car le contrôleur a confondu le vol 2120 avec un vol de Saudia qui signalait également des problèmes de pressurisation. Cette confusion, résultat du fait que le commandant de bord s'est identifié par erreur comme « Nationair 2120 » au lieu de « Nigerian 2120 », a duré trois minutes, mais s'est finalement avérée n'avoir eu aucun effet sur le reste du vol.
Au milieu de cela, le copilote Davidge a signalé qu'il perdait le contrôle des commandes hydrauliques du DC-8, ce qui a incité l'équipage à demander un retour à l'aéroport pour un atterrissage d'urgence. L'équipage n'a pris conscience de l'incendie que lorsque le chef de cabine, Kay Smith, s'est précipité dans le cockpit en signalant "de la fumée à l'arrière...". Le commandant l'a alors informé de la situation et lui a dit "Ouais, dis simplement (aux passagers) que nous retournerons à Djeddah". Peu de temps après, le copilote rapporte qu'il a perdu le contrôle des ailerons, forçant le commandant de bord à reprendre le contrôle de l'avion.
À ce moment-là, le contrôleur aérien s'est rendu compte que le vol 2120 ne suivait pas le plan de vol prévu et l'a contacté pour dire à l'équipage de revenir au plan d'approche, le commandant répond alors qu'il n'est pas en mesure de prendre de l'altitude en raison de problèmes de commandes de vol. Réalisant son erreur et que le vol 2120 était en difficulté, le contrôleur a commencé à le diriger vers la piste. Le commandant a ensuite contacté le contrôle aérien à plusieurs reprises, déclarant une urgence, signalant des difficultés concernant le contrôle en vol et informant le contrôleur que l'avion était victime d'un incendie.
Lorsque le DC-8 était à environ 18 km de l'aéroport et à une altitude de 2 200 pieds (670 m), au moment où le train d'atterrissage aurait pu être sorti, la cellule de l'appareil a commencé à se désintégrer en vol, et un certain nombre de corps et de débris en flamme en sont tombés, ce qui indique qu'à ce moment-là, l'incendie avait consumé, au moins partiellement, le plancher de la cabine. Les portes non verrouillées trouvées dans l'épave suggèrent que les passagers ont tenté d'ouvrir les portes en vol, ce qui aurait été impossible en raison de la vitesse de l'avion.
Alors que l'avion était en approche finale pour atterrir, le commandant a signalé à la tour de contrôle "Envoyez immédiatement des véhicules d'urgence, nous avons un incendie à bord. Nous allons évacuer au sol". Lors de sa dernière communication avec la tour, il a signalé que l'avion avait fini par s'aligner sur la piste centrale plutôt que sur celle de gauche, ce qui a incité le contrôleur à autoriser l'équipage à utiliser n'importe quelle piste de l'aéroport.
À seulement 3 km du seuil de la piste d'atterrissage, l'avion en flamme est finalement devenu incontrôlable et s'est écrasé au sol, la violence de l'explosion et de l'impact sur le sol désintégrant l'appareil et tuant sur le coup tous ceux qui se trouvaient à bord.

## Enquête et cause de l'accident
Avant le décollage, le mécanicien en chef a remarqué que la pression des pneus n°2 et n°4, situés sur le train d'atterrissage principal gauche, était inférieure au minimum requis pour le décollage, et il a tenté de les regonfler, mais aucune bonbonne d'azote n'était alors disponible. Le chef de projet, ne voulant pas accepter un éventuel retard, a ignoré le problème et a ordonné qu'on prépare l'avion pour le décollage. Alors que le DC-8 roule sur la piste, le transfert de charge du pneu n°2 sous-gonflé au pneu n°1, situé sur le même essieu du train principal gauche, a entraîné une déformation excessive, une surchauffe et un affaiblissement structurel du pneu n°1. Celui-ci a cédé très tôt lors du décollage, suivi presque immédiatement après par le n°2. Ce dernier s'est ensuite bloqué, pour des raisons indéterminées, et le frottement ultérieur de l'ensemble de la roue avec la piste a généré suffisamment de chaleur pour déclencher un incendie. Étant donné les conséquences d’un décollage avec le train d’atterrissage dans un tel état, l'enquête a conclu que le DC-8 n’était pas en état de voler le jour de l'accident.
L'équipage a réalisé qu'il y avait un problème, mais n'a pas déterminé sa nature ou sa gravité. L'appareil n'était pas équipé de détecteurs d'incendie au niveau du train d'atterrissage et de son logement. Le copilote a été enregistré dans le cockpit en train de dire : « Nous avons une crevaison, vous croyez ? » . Selon les enquêteurs du Bureau de la sécurité des transports du Canada, les procédures standard concernant la défaillance des pneus pendant le décollage du DC-8 n'incluaient pas l'interruption du décollage en raison de défaillances d'un pneu ou d'une des roues, donc le commandant de bord a procédé au décollage.
En raison de la conception commune aux avions à réaction, l'accident est devenu inévitable dès que le train d'atterrissage a été rentré, quelques secondes seulement après le décollage et bien avant qu'une urgence ne devienne apparente. Lorsque cela s'est produit, des morceaux du pneu en flamme ont été amenés à proximité de plusieurs composants des systèmes hydrauliques et électriques, provoquant la défaillance des principaux systèmes hydrauliques et de pressurisation de l'avion, ce qui a conduit à des dommages structurels catastrophiques et à la perte de contrôle de l'appareil. Le BST a conclu plus tard que, si l'équipage avait laissé le train d'atterrissage sorti après le décollage, l'accident aurait pu être évité. Le carburant, qui s'est probablement échappé après que le feu ait transpercé le réservoir de carburant central, a intensifié la chaleur de l'incendie, qui a fini par consumer le plancher de la cabine, conduisant à la chute de débris et de nombreux passagers de l'avion. Malgré la destruction considérable de la cellule, les pilotes semble avoir été encore en mesure de contrôler le DC-8 jusqu'aux derniers instants avant le crash.
L'enquête a également révélé que les mécaniciens étaient au courant du sous-gonflage des pneus depuis le 7 juillet, mais que le chef de projet, qui n'avait pas la formation nécessaire pour prendre une décision éclairée, a annulé l'entretien des pneus parce que l'avion était en retard, les obligeant à enregistrer de fausses mesures de pression dans le carnet d'entretien pour que l'avion semble être en état de vol. Cela implique que les dirigeants de Nationair ont fait pression sur les employés et collègues de l'équipage pour qu'ils cachent délibérément des informations qui avaient de graves répercussions sur la sécurité du vol.

## Conséquences
Peu de temps après l'accident, un groupe d'agents de bord de Nationair, basés à Toronto, ont réuni des fonds pour créer une plaque commémorative sur laquelle sont inscrits les noms des victimes. Le mémorial, accompagné d'un cerisier planté pour commémorer leurs collègues décédés à Djeddah, a reçu une résidence permanente au siège social de l'Autorité aéroportuaire du Grand Toronto.
L'accident du vol 2120, combiné à la mauvaise réputation de Nationair en matière de ponctualité du service et de problèmes mécaniques sur ses appareils, a entraîné de graves problèmes concernant l'image publique et la fiabilité de la compagnie parmi les voyagistes. À l'époque, Nationair Canada devait au gouvernement canadien des millions de dollars en frais d'atterrissage impayés. Les créanciers ont commencé à saisir les avions et ont exigé de l'argent d'avance pour les différents services. La compagnie aérienne a été déclarée en faillite en mai 1993 et devait, au moment de sa fermeture, 75 millions de dollars canadiens.
En 1997, Robert Obadia (en), propriétaire de Nationair et de sa société mère Nolisair, a plaidé coupable pour huit chefs d'accusation de fraude en lien avec les activités de la compagnie.

## Médias
L'accident a fait l'objet d'un épisode dans la série télé Air Crash nommé « Descente aux enfers » (saison 11 - épisode 9).